# Ejtan Livni
Jerucham „Ejtan“ Livni (hebrejsky ירוחם "איתן" לבני‎, 1. dubna 1919 – 27. prosince 1991) byl revizionistický aktivista, velitel Irgunu, izraelský politik a otec bývalé izraelské ministryně zahraničí Cipi Livniové.

## Biografie
Livni se narodil roku 1919 v polském Grodnu (dnes Hrodna, Bělorusko). Jeho rodina se do britského mandátu Palestina přestěhovala roku 1925 a usadila se v Tel Avivu. Později studoval na střední a následně obchodní škole v Tel Avivu a roku 1938 se ve městě Zichron Ja'akov přidal ke hnutí Bejtar, kde pracoval v zemědělství a vykonával svou strážní povinnost. Brzy na to vstoupil do Irgunu a o rok později absolvoval velitelský kurz v Tel Curu (poblíž Binjaminy).
Když Irgun v únoru 1944 vyhlásil svoji vzpouru proti Britům, dostal na starost aktivity Irgunu a byl později jmenován do generálního velitelství jako vrchní operační důstojník. Za svou účast v „Noci vlaků“ byl 4. dubna 1946 uvězněn. Se svými společníky z Irgunu byl odsouzen na patnáct let odnětí svobody, ale o dva roky později uprchl z britské věznice v Akku. Tajně byl vyslán do Evropy, aby tam organizoval akce proti britským cílům a 15. května 1948 se vrátil do nově vzniklého Izraele, aby se zúčastnil Války za nezávislost.
Livni byl spolu se Sárou Rosenbergovou, rovněž aktivistkou Irgunu, první pár, který v nově vzniklém státě uzavřel sňatek. V letech 1949 až 1959 byl předsedou oddělení dřevovýroby Sdružení průmyslníků a do roku 1965 pak majitelem továrny na škrob Aria. V roce 1960 se stal členem ředitelství a sekretariátu strany Cherut a v roce 1965 se stal předsedou jejího organizačního oddělení. V letech 1962 až 1980 byl předsedou Svazu vojáků Irgunu a v roce 1963 se stal předsedou Asociace vězňů v Akku a Jeruzalémě.
V roce 1968 se stal členem vedení strany Gachal, později Likud a v letech 1970 až 1971 byl předsedou vedení Likudu. V letech 1973, 1977 a 1981 byl zvolen do Knesetu. Byl členem komise pro ekonomické záležitosti a komise pro zahraniční a obranné záležitosti.
Zemřel roku 1991. Jeho výslovným přáním bylo, aby byl na jeho náhrobku vyryt emblém Irgunu. Jeho dcera Cipi po jeho smrti vstoupila na izraelskou politickou scénu a od té doby zastávala přední ministerské posty za stranu Likud a později za stranu Kadima.